# Џејмстаун (Луизијана)
Џејмстаун (енгл. Jamestown) град је у америчкој савезној држави Луизијана.

## Демографија
По попису из 2010. године број становника је 139, што је 10 (-6,7%) становника мање него 2000. године.
| Група             | 2000.       | 2010.       |
| Белци             | 143 (96,0%) | 130 (93,5%) |
| Афроамериканци    | 5 (3,4%)    | 1 (0,7%)    |
| Азијати           | 0 (0,0%)    | 0 (0,0%)    |
| Хиспаноамериканци | 0 (0,0%)    | 2 (1,4%)    |
| Укупно            | 149         | 139         |